# Droit de vote des étrangers en France
 (avril 2016).
Si vous disposez d'ouvrages ou d'articles de référence ou si vous connaissez des sites web de qualité traitant du thème abordé ici, merci de compléter l'article en donnant les références utiles à sa vérifiabilité et en les liant à la section « Notes et références ».
Le droit de vote des étrangers en France désigne la possibilité pour les personnes n'ayant pas la nationalité française de disposer du droit de vote.
Depuis 1992, les résidents étrangers  de pays membres de l'Union européenne bénéficient du droit de vote et d’éligibilité aux élections européennes et municipales en vertu de leur citoyenneté européenne. Le droit de vote pour les étrangers non communautaires reste un sujet de débat récurrent.

## Histoire
La constitution du 24 juin 1793, qui n'a jamais été appliquée, déclarait : 

« Tout homme né et domicilié en France, âgé de vingt et un ans accomplis, tout étranger de vingt et un ans, qui, domicilié en France depuis une année, y vit de son travail, ou acquiert une propriété, ou épouse une Française, ou adopte un enfant, ou nourrit un vieillard, tout étranger enfin qui sera jugé par le Corps législatif avoir bien mérité de l'Humanité est admis à l'exercice des Droits de citoyen français. »

Cependant le droit de vote des étrangers n'a pas été reconnu dans son principe depuis 1799. Le suffrage universel masculin des plus de 21 ans adopté en 1848 par modifications successives, étendu aux femmes en 1944, aux « indigènes » des colonies en 1946, puis aux plus de 18 ans en 1974, n'a jamais inclus tous les résidents étrangers.
En 1981, son élargissement aux étrangers pour les élections locales a été une revendication reprise par François Mitterrand dans ses 110 Propositions (80e proposition). Le ministre des Relations extérieures Claude Cheysson annonce à Alger à l'été 1981 un prochain projet de loi en ce sens, mais cette intention est vigoureusement dénoncée par le président du RPR Jacques Chirac, qui s'était pourtant prononcé pour le droit de vote des étrangers en 1979. Pour éteindre la polémique estivale, le Secrétaire d’État chargé des immigrés François Autain déclare le 12 août 1981 au Matin de Paris, que le droit de vote doit être « l'aboutissement d'un long processus d'insertion  » et qu'il fallait faire « chaque chose en son temps  ». De fait, le projet n'a pas été relancé avant que la gauche ne perde la majorité gouvernementale en 1986.
En 1987, le président de la République s'y est déclaré toujours favorable mais ne jugeait pas le pays prêt à son adoption, et mettait par ailleurs en avant la question de la réciprocité. Il est vrai que cette réforme nécessite une révision de la Constitution, sur la qualité d'électeur (article 3 de la Constitution), mais aussi sur la forme républicaine du gouvernement (articles 2 et 89), et donc, en l'absence de référendum, l'accord du Sénat suivi de la majorité des trois-cinquièmes au Congrès.
François Mitterrand réaffirme son souhait de parvenir au droit de vote des étrangers en 1988 dans sa Lettre à tous les Français puis le réaffirme en avril à Villetaneuse tout en ajoutant prudemment « On prendra le temps qu'il faudra. »
En 1989, le Premier ministre Michel Rocard déclare qu'il est favorable au droit de vote des immigrés aux élections locales, mais que cela suppose une réforme de la Constitution et que le gouvernement serait censuré sur un tel projet.
En 1990, le bureau exécutif du PS adopte un texte sur l'immigration dans lequel il acte l'abandon du projet. Michel Rocard finit par trancher une fois pour toutes : « Je ne parlerai plus du droit de vote des immigrés ».
Depuis 2012, les sondages ou enquêtes réalisés, sur l'avis des Français au droit de vote des étrangers aux élections locales sont fluctuants. Ainsi, en 2014 six Français sur dix se disent opposés au droit de vote des étrangers non-communautaires aux élections municipales, 38 % des Français se déclaraient « très opposés » à cette proposition,. Le sondage de 2014 montre une forte corrélation entre le positionnement politique et celui sur le droit de vote aux étrangers puisque 71 % des sympathisants de gauche y étaient favorables et contre seulement 16 % parmi les sympathisants de droite. Mais, selon l'enquête Harris Interactive réalisée pour La Lettre de la citoyenneté publiée en mai 2013 36 % des personnes interrogées se déclarent « plutôt favorables » et 18 % se disent « très favorables » au droit de vote des étrangers aux élections locales. De même cette étude annuelle donne en 2016 un cumul de 54 % de personnes favorables, en progression de 4 points sur 2015, le soutien maximal à cette mesure datant de l'année 2011 avec 59 % d'opinions favorables.

## Initiatives contemporaines

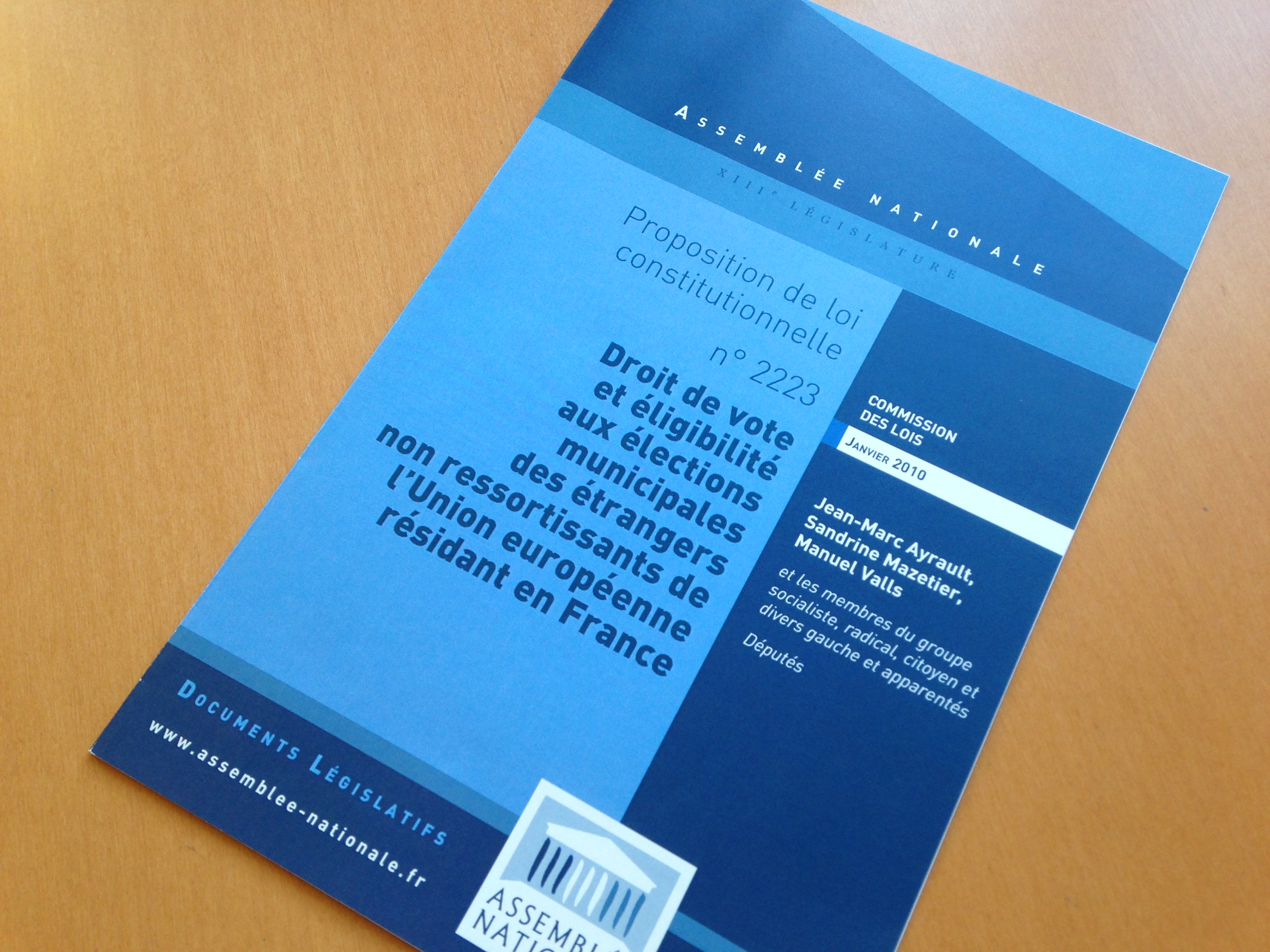
Proposition de loi socialiste à l'Assemblée nationale de janvier 2010.

Des mesures palliatives verront le jour. En 1985, Mons-en-Barœul (près de Lille) est la première ville à installer un conseil municipal associé des résidents étrangers. Quelques rares villes instaureront ce type d'organe consultatif, dont Paris après 2001.
Le débat a été relancé à la suite de l'adoption du traité de Maastricht (1992) qui ébauche la notion de citoyenneté européenne en accordant le droit de vote et d'éligibilité des résidents étrangers de pays membres de l'Union européenne aux élections européennes et municipales. Cette clause s'appliquera pour la première fois aux élections européennes de 1994. En revanche, en ce qui concerne les élections municipales, la France sera le dernier pays à prendre les dispositions pour transposer la directive européenne de 1993 précisant ses modalités d'application. En effet, l'application de l'article 88 alinéa 3 de la Constitution, qui permettait aux étrangers européens de voter aux élections municipales, était conditionnée à l'adoption d'une loi organique votée dans les mêmes termes par l'Assemblée nationale et le Sénat, ce qui donnait de fait à ce dernier un droit de veto. Cette situation ne permettra pas aux résidents étrangers communautaires de participer aux élections municipales de 1995. Il faudra attendre pour cela les élections municipales de 2001, avec les restrictions que ces résidents communautaires ne peuvent être élus maires ou adjoints au maire.
Le fait que tous les résidents étrangers d'une même commune ne puissent voter a relancé le débat sur sa généralisation. En effet, un résident africain présent en France depuis 40 ans, ne peut par exemple voter, quand un Belge arrivé depuis quelques années est lui électeur et éligible. Une proposition de loi constitutionnelle relative à ce point a été adoptée par l'Assemblée nationale le 3 mai 2000 par les députés de gauche et deux élus UDF, le reste de la droite votant contre. Toutefois, cette loi n'est pas inscrite à l'ordre du jour du Sénat pour pouvoir être définitivement adoptée. Le premier ministre d'alors Lionel Jospin se justifiera en ne voulant pas donner de faux espoirs en inscrivant une loi à l'ordre du jour du Sénat où la majorité de droite la rejetterait. Les sénateurs de gauche ont déposé une nouvelle proposition de loi sur le même sujet en janvier 2006, mais la majorité de droite a refusé de l'inscrire à l'ordre du jour.
Après 2002, quelques élus de droite se sont déclarés favorables à ce projet à titre personnel (Gilles de Robien, Nicolas Sarkozy, Jean-Louis Borloo…), tout en se sachant minoritaires dans leur parti.
Des campagnes symboliques sont menées pour populariser ce principe, notamment les « Votations citoyennes » par la LDH, l'ouverture à tous les étrangers en situation régulière depuis une période déterminée dans des référendums d'initiative communale sur divers sujets (comme à Stains, L'Île-Saint-Denis puis La Courneuve). À la suite de la ville de Saint-Denis (64 %), plusieurs villes organisent à partir de 2006 des référendums d'initiative locale sur le droit de vote et d'éligibilité des résidents étrangers en ouvrant le droit de vote à ces derniers : Le Blanc-Mesnil, Bondy, Stains, La Courneuve (53,87 %), Aubervilliers… avec un résultat cumulé à chaque fois positif. L'opinion publique reste assez partagée sur cette possibilité, avec un pic de 56 % de pour en 2004. Depuis 2012, la plupart des enquêtes réalisées montrent une opposition des Français à l'extension du droit de vote aux étrangers non membres de l'Union européenne. En 2014, 60 % des Français se disent contre.
Lors de la révision constitutionnelle de 2008, plusieurs amendements instaurant le droit de vote des étrangers aux élections locales ont été rejetés.[réf. nécessaire]
En janvier 2010, Jean-Marc Ayrault, président du groupe socialiste, a déposé une proposition de loi en faveur du droit de vote des étrangers aux municipales.
Le 8 décembre 2011, le Sénat, quelques mois après sa première alternance, adopte après modification le texte adopté par l’Assemblée en 2000.
Dans son programme de campagne, le candidat François Hollande inclut le droit de vote des étrangers aux élections municipales. L'engagement est néanmoins ajourné dès l'élection passée. En mai 2014, sur BFM/RMC, le président Hollande annonce à nouveau le dépôt d'un projet de révision constitutionnelle : « Je n'ai pas voulu introduire ce texte avant les élections municipales, parce qu'on nous en aurait fait le reproche. Ce texte sera de nouveau proposé après les scrutins pour que dans la préparation (des élections) qui viendront dans six ans, il puisse y avoir cette réforme », a expliqué le président. Pour le ministre de l'Intérieur Bernard Cazeneuve, en l'absence de majorité constitutionnelle sur cette réforme, mieux vaut se concentrer sur l'essentiel. Le 14 juillet 2014, François Hollande annonce une possible initiative dans le cadre de réformes institutionnelles à venir lors des dernières années du quinquennat, en 2016.
Le 9 août 2022, le député Sacha Houlié dépose, à titre personnel, une proposition de loi pour « accorder le droit de vote et d’éligibilité aux élections municipales » à tous les étrangers, même non européens aux élections municipales.

## Avis favorables et défavorables à ce droit

### Avis favorables
- Selon l'historien Patrick Weil, ancien membre du Parti socialiste, accorder le droit de vote aux étrangers est une question « d'égalité » et de « justice » car selon lui la plupart des étrangers installés en France le sont depuis de nombreuses années, parlent français et paient leurs impôts :

« Il y a un peu plus de 3 millions d’étrangers en France qui n’ont pas demandé à être Français, c’est leur droit. Les étrangers communautaires (venant de l’Union européenne) ont déjà le droit de vote. Or, ils ont souvent peu ou moins de relation avec la France que des étrangers non européens, qui y vivent depuis vingt ou quarante ans, parlent le français et paient leurs impôts. Le droit de vote des étrangers résidents aux élections municipales est donc une question d’égalité et de justice. »

— Patrick Weil, Entretien avec El Watan, 6 mai 2012

### Avis défavorables
Un article de l'hebdomadaire d'extrême-droite Minute avance les raisons pour lesquelles, d'après son auteur, le droit de vote ne devrait pas être accordé aux étrangers :
- le droit de vote est en France indissociable de la citoyenneté (argument attribué par Minute à l'UMP) ;
- accorder le droit de vote aux élections municipales aux étrangers au motif qu'ils paient des impôts locaux revient à adopter le système du suffrage censitaire (argument attribué par Minute à l'UMP) ;
- les électeurs étrangers, dans la mesure où ils pourront participer aux élections des conseils municipaux de leurs communes, pourront avoir une influence indirecte sur la composition du Sénat, lequel est élu notamment par les délégués des conseils municipaux ;
- pour la même raison, les électeurs étrangers pourraient avoir une influence indirecte sur la liste des candidats à l'élection présidentielle, puisque pour être candidat à cette élection, il faut obtenir des « parrainages » émanant d'une liste de personnalités qui comprend principalement les maires ;
- le risque accru de tensions communautaires puisque les étrangers pourraient faire voter des lois contraires aux principes et aux « bonnes mœurs » du pays d'accueil.
- le droit de vote est accordé à tous les citoyens européens sous conditions de réciprocité. Or, cette réciprocité ne peut exister ou n'existe pas encore pour les cas des citoyens européens installés dans des pays non membres de l'UE (ce qui compenserait le droit de vote accordé dans l'UE à tous les citoyens non membres).